# Santo-Domingo-Kirche

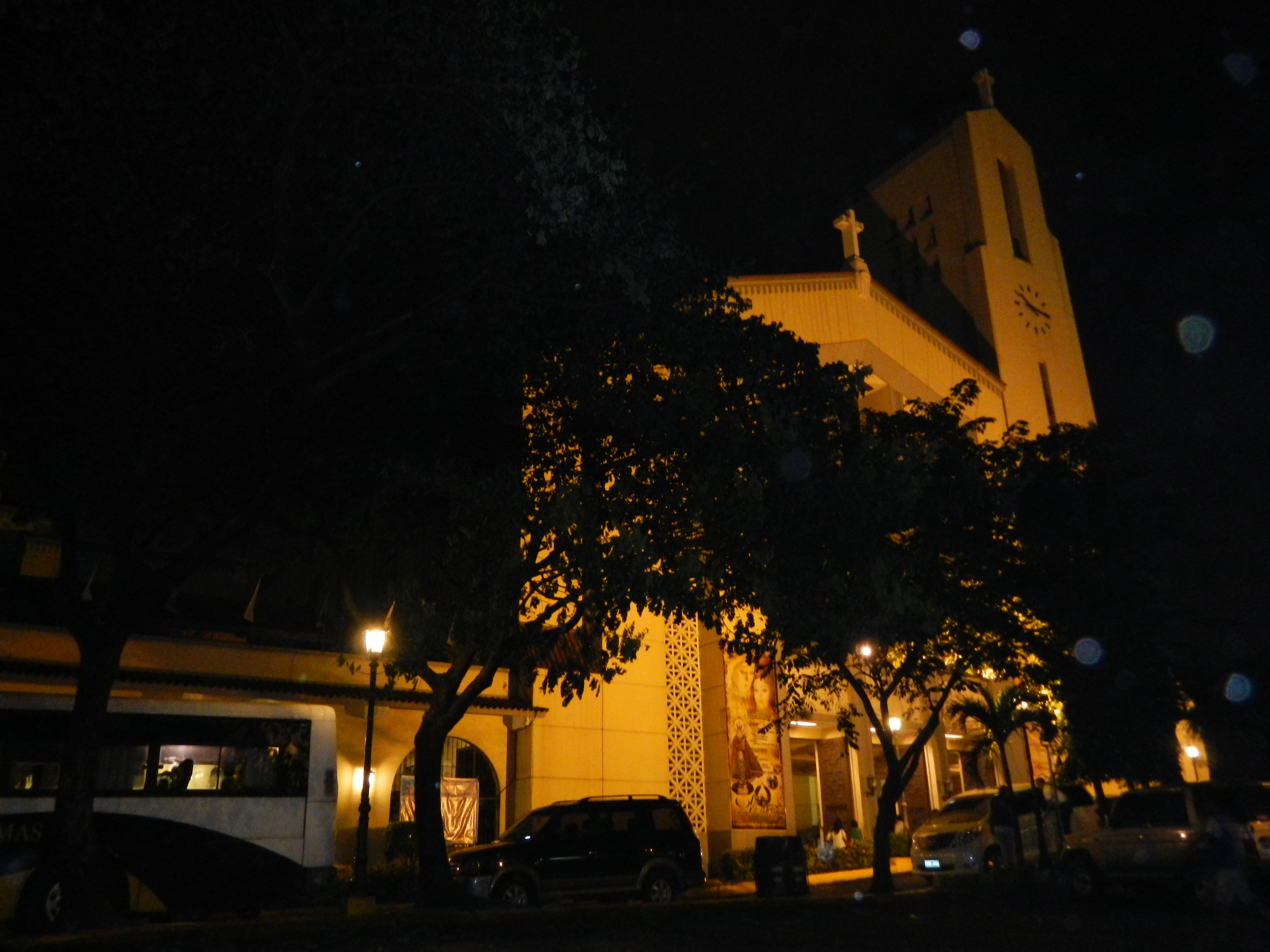
Nachtansicht der Santo Domingo Kirche

Die Santo-Domingo-Kirche steht in der Quezon Avenue 537 in der Großstadt Quezon City auf den Philippinen. Sie untersteht dem Erzbistum Manila der römisch-katholischen Kirche und wird vom Dominikanerorden verwaltet. In der Kirche ist das Heiligtum der La Naval de Manila untergebracht, der Schutzpatronin der Hauptstadt der Philippinen Manila. Am 4. Oktober 2012 wurde der Schrein der La Naval de Manila vom Nationalmuseum der Philippinen zum nationalen Kulturgut der Philippinen erklärt. 

## Geschichte
Nach der Zerstörung der alten Santo-Domingo-Kirche in Intramuros während des Zweiten Weltkrieges 1942 wurde eine neue Heimstatt für die La Naval de Manila gesucht. Man entschied sich für einen kompletten Neubau in Quezon City. Der Bau begann 1954 und wurde 1964 fertiggestellt. Die neue Kirche wurde in einem modernen klassizistischen Baustil ausgeführt. Am 8. Dezember 1971 wurde die Kirche dem Dominikanerorden zugesprochen und am 23. Februar 1972 eine eigene Pfarrei etabliert.